# Dam tot Damloop 1996
De Dam tot Damloop 1996 werd gehouden op zondag 22 september 1996. Het was de twaalfde editie van deze loop. De wedstrijd liep van Amsterdam naar Zaandam.
Bij de mannen finishte de Keniaan Josphat Machuka als eerste in 45.19. Hij bleef hiermee de Marokkaan Brahim Lahlafi ruim voor. Tevens won hij met deze prestatie de man-vrouw wedstrijd. Bij de vrouwen ging Tegla Loroupe met de hoogste eer strijken; zij won de wedstrijd in 53.01.
In totaal namen 17.050 deelnemers deel aan de 10 Engelse mijl (16,1 km) en 3100 deelnemers aan de minilopen.

## Wedstrijd
Mannen
| rang   | naam                | land | tijd  |
| ------ | ------------------- | ---- | ----- |
| Goud   | Josphat Machuka     | KEN  | 45.19 |
| Zilver | Brahim Lahlafi      | MAR  | 46.14 |
| Brons  | Thomas Osano        | KEN  | 46.21 |
| 4      | Getaneh Tessema     | ETH  | 46.35 |
| 5      | Paul Evans          | ENG  | 46.37 |
| 6      | Simon Lopuyet       | KEN  | 46.59 |
| 7      | Benson Lokorwa      | KEN  | 47.04 |
| 8      | John Kiprono        | KEN  | 47.04 |
| 9      | Charles Omwoyo      | KEN  | 47.04 |
| 10     | Gladstone Kabiga    | KEN  | 47.24 |
| 11     | Elijah Lagat        | KEN  | 47.24 |
| 12     | Tadesse Woldemeskle | ETH  | 47.26 |
| 13     | Luc Krotwaar        | NED  | 47.34 |
| 14     | Cosmas Ndeti        | KEN  | 47.41 |
| 15     | Warren Petterson    | RSA  | 47.43 |
| 16     | Gennadiy Panin      | RUS  | 47.47 |
| 17     | Tekeye Gebrselassie | ETH  | 47.48 |
| 18     | Jacob Ngunzu        | KEN  | 47.51 |
| 19     | Gerard Kappert      | NED  | 47.51 |
| 20     | Aiduna Aitnafa      | ETH  | 47.55 |

Vrouwen
| rang   | naam                  | land | tijd  |
| ------ | --------------------- | ---- | ----- |
| Goud   | Tegla Loroupe         | KEN  | 53.01 |
| Zilver | Elena Wjasowa         | UKR  | 53.38 |
| Brons  | Ester Kiplagat        | KEN  | 53.53 |
| 4      | Hellen Kimaiyo        | KEN  | 53.55 |
| 5      | Joyce Chepchumba      | KEN  | 54.01 |
| 6      | Marleen Renders       | BEL  | 54.06 |
| 7      | Gete Wami             | ETH  | 54.11 |
| 8      | Wilma van Onna        | NED  | 54.23 |
| 9      | Simona Staicu         | ROU  | 54.57 |
| 10     | Carla Beurskens       | NED  | 55.26 |
| 11     | Linda Milo            | BEL  | 55.55 |
| 12     | Kristijna Loonen      | NED  | 56.03 |
| 13     | Nina Belikova         | RUS  | 56.27 |
| 14     | Marianne van de Linde | NED  | 56.49 |
| 15     | Marjan Freriks        | NED  | 57.46 |

1985 ·
1986 ·
1987 ·
1988 ·
1989 ·
1990 ·
1991 ·
1992 ·
1993 ·
1994 ·
1995 ·
1996 ·
1997 ·
1998 ·
1999 ·
2000 ·
2001 ·
2002 ·
2003 ·
2004 ·
2005 ·
2006 ·
2007 ·
2008 ·
2009 ·
2010 ·
2011 ·
2012 ·
2013 ·
2014 ·
2015 ·
2016 ·
2017 ·
2018 ·
2019